# Exorista elegantula
Exorista elegantula là một loài ruồi trong họ Tachinidae.